# انتخابات الرئاسة المدغشقرية 1996
انتخابات الرئاسة المدغشقرية 1996 هي الانتخابات الرئاسية التي جرت في 1996، في مدغشقر، لانتخاب رئيس مدغشقر، فاز بالانتخابات ديدييه راتسيراكا.